# Jaśliski Park Krajobrazowy
Jaśliski Park Krajobrazowy – park krajobrazowy znajdujący się we wschodniej części Beskidu Niskiego. Sąsiaduje od zachodu z Magurskim Parkiem Narodowym. Zajmuje powierzchnię 258,78 km².
Zalesienie: 55%
Zadaniem parku jest ochrona górnego dorzecza Jasiołki i źródlisk Wisłoka. Jest to najsłabiej spenetrowany turystycznie fragment polskich Karpat. Najwyższy szczyt to Kamień nad Jaśliskami (857 m n.p.m.). Park ochrania przyrodę powtórnie zdziczałą po wysiedleniach ludności łemkowskiej po II wojnie światowej.
Od zaschodu sąsiaduje z Magurskim Parkiem Narodowym, od południa zaś, przez granicę państwową, ze słowackim Obszarem Chronionego Krajobrazu „Karpaty Wschodnie”.

## Flora i fauna
Lasy to przede wszystkim buczyny z domieszką jodły, jaworu i grabu (tzw. buczyna karpacka). W parku ponadto znajdują się naturalne stanowiska cisa pospolitego i modrzewia polskiego. W lasach żyją ssaki drapieżne (wilki, żbiki i rysie). Bardzo bogata jest populacja drapieżnych ptaków – spotyka się jastrzębie, myszołowy i krogulce. Na górze Piotruś (727 m n.p.m.) piękny przykład wychodni skalnych związanych z monoklinalną budową większości grzbietów w JPK.

## Miejsca historyczne
W JPK znajdują się bardzo cenne pamiątki działania człowieka. Ślady opuszczonych po akcji „Wisła” wsi łemkowskich – cmentarze wiejskie, cerkwiska, widoczne w terenie zarysy pól itd. Ponadto na zachodnich i północnych stokach Kamienia nad Jaśliskami znaleźć można kamieniołomy piaskowca, które eksploatowane były od XV wieku przez mieszkańców Jaślisk. Pozyskany w ten sposób gruboziarnisty piaskowiec magurski używany był do wyrobu żaren i kamieni młyńskich.
Inne warte zwiedzenia miejsca w JPK to wieś Jaśliska oraz niewielki skansen w Zyndranowej.

## Rezerwaty przyrody
- Wadernik – stanowisko cisa pospolitego
- Modrzyna – stanowisko modrzewia polskiego
- Źródliska Jasiołki
- Przełom Jasiołki
- Kamień nad Jaśliskami